# ラグランジュポイント (ゲーム)
『ラグランジュポイント』 (LAGRANGE POINT) は、1991年4月26日にコナミから発売されたファミリーコンピュータ用ゲームソフト。SFの世界観で展開されるコンピュータRPGである。

## 概要
雑誌『ファミリーコンピュータMagazine』（以下ファミマガ）の100号記念企画として、コナミと提携し読者参加によりゲームを作る「芸夢工房」という企画がスタートした。この企画では、敵キャラやストーリー、BGM、タイトルロゴなどの一般公募を行った。その内、ゲームタイトル、敵キャラのデザイン（ダンボウ・メタルコング）、敵キャラの名前（マリンセンサー・カマンチュラなど）、BGM数曲（サントラCDにクレジットが挙がっている）、住人のメッセージ（採用された人の名前も表示）などが実際にゲームに採用されている。選考過程では、安斎肇や古川もとあきらが審査を担当した。BGM部門では、後にゲームミュージック作曲家になる浜渦正志が入選している。
音楽ではROMカセット内に専用音源チップ「VRC VII」を導入して、ファミコンソフトでFM音源を実装。作曲はコナミ矩形波倶楽部のなぞなぞ鈴木とすけのみや藤尾が担当しており、レベッカの高橋教之・土橋安騎夫や、新人時代の畑亜貴などが作曲に参加（ED曲を担当）した。キャラクターデザインは漫画家の細野不二彦。発売当時、細野が連載を持っていた雑誌『月刊コロコロコミック』に掲載された広告では、『時空戦記ムー』（1991年）と共に、「コロコロの漫画家が関わったゲーム」として紹介されていた。
また、ファミマガ誌上でコミカライズも行われており、当時、細野不二彦のアシスタントをしていた2人によって執筆された。91年No.8から4回連載されたが単行本化はされておらず、徳間書店から出版されたラグランジュポイント完全攻略本に第1話が収録されているのみである。

## ゲーム内容

### BP（バッテリーポイント）
一般的なRPGのMP（マジックポイント）に相当する。
BPの上限は各キャラが持っているBPタンクによって決定される。BPの上限を上げるためには、BPタンクを買い換える必要がある。回復や補助を行う能力キットを使用（一般的なRPGの魔法に相当する）するのに必要なほか、武器もバッテリーを消耗するので通常攻撃でもBPを消費する。なお、BPが不足している場合は素手による攻撃になるため、攻撃力が激減する。

### アイテム
アイテムは持ち数に制限があるが、所持者の概念がないため戦闘中にも全員が共有して使用可能。
ボム
一種の手榴弾。敵にダメージを与えたり、状態異常にしたりできる。
回復アイテム
人間、サイボーグのHPを回復する「カロリー」と、ロボットのHPのみ回復できる「ロボHP」、BPを回復する「Bパック」が存在する。
アイテム名の後に表記された数値が回復量で、常に効果は一定。500から5000まで、各種存在する。
また、味方全体のHP・BPを回復するアイテムも存在する。
状態異常治療
麻痺、貧血などの各種状態異常を治療する。
能力アップ
「ほん（本）」で、ブレインを1上昇させられる。入手できる場所・数が限られている。
また、「ロボパーツ」をロボットに使用することで、ロボットの武器を1段階グレードアップできる。

### セーブ
セーブファイルは2つ用意されている。各街にある「ターミナル」か、各種施設・ダンジョンに設置されている「セーブ端末」にてセーブが可能。ただし、セーブ端末の利用には専用のパスカードが必要なため、こちらはパスカードが手に入る中盤以降しか利用できない。

### 全滅
この作品では、全員が気絶・瀕死・麻痺などの戦闘中の行動が不能な状態に陥ると全滅になる他、ジンのHPが0になっても全滅扱いとなる。この場合、ゲームオーバーにはならず、ジン達は駆けつけたレジスタンス隊員達によって救助され、最後にセーブしたターミナルへと運ばれる。これは、仲間達やレジスタンスがジンに期待を寄せていることのあらわれであるとされている。
その際、最後にターミナルを訪れてからストックされた報奨金を全額ジンの治療費に充てるため、新たな資金入手の為には改めて戦闘に勝利しなければならない。また、この治療によって回復するのはジン一人で、他のバトルキャラについては別個治療・回復を行う必要がある。

### 武器

#### 武器の特徴
武器は使う毎にBPを消費する。BPが不足している場合、攻撃時に「BP ふそく!」と表示され、極めて攻撃力の低い素手による攻撃を行う。
また、武器ごとに必要な能力値が設定されており、装備するには装備者の「パワー」「ブレイン」がそれぞれ必要な数値を満たしていなければならない。なお、剣系の武器はパワーが、銃系の武器はブレインが重視される傾向にある。
その他、武器には以下の特徴がある。
ランク
ランクはR1～R6まである。
当然ランクの高い武器ほど攻撃力が高く強力であるが、必要な能力値も相応に高くなり、消費BPも多くなる。
属性
全ての武器には「電気」「熱射」「波動」「凍結」「腐食」「特殊」のいずれかの属性が与えられている。
各キャラにそれぞれ得意とする属性があり、相性の良い武器は効果が高い。
RPGの場合、敵キャラクター側に「特定の属性による攻撃に弱い」という弱点を設定されていることが多いが、本作の敵キャラクターにはそうしたパラメータ設定はされていない。
攻撃範囲
武器にはそれぞれ「対1」「対多」のいずれかの攻撃範囲が決められている。
「対多」の武器は敵全体に攻撃できるが、敵の数が多くなるとダメージが減少するデメリットを持つ。

#### 武器合成
ストーリーが進むと、サテライトベースにあるファクトリーで、武器同士の合体を行って強力な武器を作り出すことができる。武器にはランク・属性・攻撃範囲があり、合体に大きく関わって来る要素となる。
2つの武器を合体させて、違う武器を作り出す。費用は作り出す武器を店で購入する値段と同様。つまり、2つの武器は無くなる分、買える武器は合成ではなくて、買ったほうが効率的。とはいえ、中には合成でしか手に入らないような武器も存在して、ランク6の武器は合成でしか作り出せない。
なお、高次ランクの武器を作るためには、そのランクより1ランク低い武器を2つ用意しなければならない。例えばランク3の武器を作るためには、ランク2の武器を2つ用意する必要がある。

#### ロボットの武器
ロボットの場合、「ロボパーツ」と呼ばれるアイテムを装着する度に強化されていく（最大8段階）。ちなみにパワーとブレインには一切影響されない。

### 防具
装着箇所は、「頭」、「腕」、「体」、「足」の4箇所。ただし、一部の防具は全身に装備を行う（頭・腕・足の防具を外して体に装備させる必要がある）。ロボットの場合は装着箇所の区別は無く、「ロボテクト」と呼ばれる全身装甲を装着する。

### 移動
MAPの移動は、基本的に乗り物をレンタル（無料）して移動する。ソーラーカー以外の乗り物は「パイロボット」と呼ばれる操縦メカが必要。
ソーラーカー
道路のみ移動できる。
モービル
平地を移動できる。「パイロボット1」が必要。
クルーザー
水上のみ移動できる。「パイロボット2」が必要。
ホバープレーン
平地や水上を移動できるほか、一部の小さな穴や亀裂を飛び越える事ができる。「パイロボット3」が必要。

### 戦闘
バトル人数は味方側最大4人までで、敵側は最大6体まで。
戦闘はターン方式。防具の変更はできないが、武器は可能。
敵のHPは6分割の目盛が表示されており、大体のHPが分かるようになっている。
ボスや一部の中ボスにはアニメーションが用意されている。

### 感情
人間・サイボーグは感情の昂ぶりによってステータスが左右される。ロボットには感情がない。
メラメラ
テンションが上がり、強気の状態。
ステータス上昇、HPのターン毎自動回復・クリティカル連発など、各キャラにそれぞれ固有の有利な効果が発動する。
オロオロ
不利な状態で陥りやすい、弱気の状態。
決め技や能力が使えなくなるなど、各キャラ固有の不利な効果が発動する。
ぱにっく
一部のキャラにおいてオロオロの代わりに発生する、一種の状態異常。
わけのわからない行動を取るようになり、事実上の行動不能。

### 状態異常
状態異常は人間・サイボーグとロボットで違うものが発生する。以下は全キャラ共通で発生しうる状態異常。
きぜつ（気絶）
HPが1以下になると、一旦HP1で止まってこの状態になる。
戦闘不能だが、通常のHP回復で復帰可能。
ひんし（瀕死）
気絶状態から更に攻撃を受け、HP0になった状態。
通常の回復手段は一切受け付けず、ターミナルで治療を受けなければ戦線復帰できない。
以下の状態異常は人間・サイボーグにのみ発生する。
ひんけつ（貧血）
歩くごとにHPが減少する。
ほねぬき（骨抜き）
攻撃力低下。
ねむる（眠る）
行動不可。ダメージを受けたり、戦闘が終了したりすれば回復する。
まひ（麻痺）
行動不可。
こんらん（混乱）
支離滅裂な行動に出る。仲間に攻撃する事も。
以下の状態異常はロボットのみ発生する。
さびる（錆びる）
ロボット唯一の状態異常。
歩くごとにHPが減少する。
戦闘の他、ダンジョンの水溜りを踏んで発生することもある。

### 能力
能力を使用するにはキットが必要で、見つけ出さなければならない物もある。回復系等はレベルが設定されており、キャラによっても差が出てくる。敵も使用してくる事がある。

#### 回復系
HPやBPを回復させる。
HPかいふく（HP回復）
人間・サイボーグのHPを回復させる。HPかいふく1～4の4段階があり、段階に応じた固有の回復量を持つ。
ロボットは「いりょう（医療）キット」を入手する事により使用可能。
ロボかいふく（ロボ回復）
ロボットのHPを回復させる。
BPてんそう（BP転送）
自分のBPを少し消費して、他者のBPに転送（回復）させる。

#### 感情系
感情を上げる。
はげまし（励まし）
感情をメラメラ（最大値）まで引き上げる。
「ぱにっく」状態も感情によるものなので、これを治療する事も可能。

#### 特殊攻撃系
敵を状態異常にしたり、弱体化させたりする。
げんわく（幻惑）
敵全体を混乱状態にさせる。
かなしばり（金縛り）
敵全体を一定時間動けなくさせる。
なえるん（萎えるん）
敵全体の攻撃力を下げる。
まもれな（守れな）
敵全体の防御力を下げる。
もたつき
敵全体のスピードを下げる。

#### 間接攻撃系
味方を強化する。
きめまさ
仲間一人の攻撃力を上げる。
やられな
仲間一人の防御力を上げる。
かそく（加速）
仲間一人のスピードを上げる。

#### 治療系
味方の状態異常を治す。
しっかり
人間・サイボーグの状態異常を治療する。
「しっかり1」で麻痺と貧血、「しっかり2」でさらに混乱、「しっかり3」で骨抜きをも治せる。
ロボしゅうり（ロボ修理）
ロボットの錆を治す。

## 設定

### ストーリー
22世紀、地球軌道開発計画が実行に移され、ラグランジュポイントにおいてサテライトベース、ランド1（以下L1）、ランド2（以下L2）という巨大コロニーが建造され地球からの移民が入植を始めた。これら3基のコロニーとその周辺の資材調達用小惑星群「ヴェスタ」はイシス星団と呼ばれ、数十年の間繁栄を続けていた。
しかし、L2で突如バイオハザードが発生、住民に多数の犠牲者が出るなどL2は壊滅的な状態となり、バイオ研究を指揮していたシュトルテ博士は失踪した。同時期にイシス星団の最高責任者プレシデントファイブの内、オレギ・レデスマ・ウェーバーの3人がクーデターを起こし、同僚のトーゴを追放、タニア議長を幽閉してしまった。3人はバイオノイド3将軍を名乗り、バイオ軍を結成。その背後にはバイオカイザーと呼ばれる存在が付いていて、L1への侵攻を目論んでいた。
一人逃れたトーゴは、生き残った人々にバイオ軍への徹底抗戦を呼びかけレジスタンスを結成した。この事態を重く見た地球側は、数度に渡り調査隊をL1へと派遣する。だが、第1次調査隊は到着後その消息を絶つ。その後サイボーグ部隊による第2次調査隊が到着、続いて主人公ジンが所属する第3次調査隊も派遣された。その第3次調査隊の宇宙艇がL1に到着した時、宇宙艇が機械兵軍団に襲撃されてしまう……。

### 世界観
主な舞台となるL1・L2は共に円筒形のスペースコロニーである。円筒形であるため、マップの南北（上下方向）がループするようになっている。大地はコロニーの内壁にあるが、外壁との間には「壁間構造区」と呼ばれる空間があり、それを利用して各種通路等の地下ダンジョンが用意されている。外壁の外は宇宙空間であり、宇宙服と酸素ボンベが揃っていれば外壁を伝って移動する事も可能。L1は商業を、L2は農業をそれぞれ担当していた。また、サテライトベースは工業を司っている。
なお、イシス星団の通貨単位は「コロン」である。

### 種族
この作品に登場する人物の種族は、人間・サイボーグ・ロボットの3種族に大別される。その特徴は下記の通り。
人間
最も一般的な種族。ジン（主人公）・デニス・クリス・アストロ・リタの5人が該当する。
平均的な能力を持ち、HPを特定の割合消費して「きめわざ（決め技）」を使うことができる。
サイボーグ
戦闘用に改造を受けた人間。キエサ・パミル・リュウの3人が該当する。
全体的にステータスが高めだが「きめわざ」を持たず、直接攻撃がメインとなる。
ロボット
戦闘用ロボット。チックとタックが該当。
感情を持たず、殆どのステータス異常が無効であるために安定した戦いができる。反面、装備品は全てロボット専用装備のものしか使用できない。ロボットの武器は最初から内蔵されており、「ロボパーツ」を与えることによって武器を進化させることができる。

### 金銭の入手
戦闘に勝利しても、その時点では金銭を獲得できない。各街にある「ターミナル」へ行くことで、最後にターミナルを訪れてから倒した敵の種類と数に応じて歩合制で報奨金が支払われる。

### 敵の種類
2種類に大別される。
クリーチャー
機械系の殺人兵器。
ミュータント
生物系の、動植物がバイオハザードにより怪物化したもの。
なお、クリーチャーとミュータントが複合した場合もある。

## 登場キャラクター

### バトルキャラ
登場人物のうち、仲間としてパーティを組んで共に戦うことのできるキャラクターはバトルキャラと呼ばれる。バトルキャラはジンを含め最大4人でパーティを組む。サテライトベースにある「ラウンジ」でパーティ編成ができる。
仲間になる各キャラクターには決め技、最適武器、専用防具、所持作戦が設定されている。
- 決め技（人間のみ）：使用する毎に使用キャラクターのHPを消費するが、敵に多大なダメージを与える事が可能。
- 最適武器（人間･サイボーグ）:そのキャラクターと相性が良い武器。ロボットは武器の体系が違う為、設定されていない。
- 専用防具（人間･サイボーグ）:そのキャラクター専用の防具で、防御力は非常に高いが、他のキャラクターが装備するとその防御力は0となり加算されない。
- 所持作戦（全員）：そのキャラクターをリーダーにする事により、オート戦闘時にそのリーダーが所持している作戦通りにメンバーが戦うという物である。ロボットの所持作戦は全て同じ。

ジン＝〇〇〇〇
主人公。なお〇〇〇〇の部分はスタート時に入力した名前が入り、ジンの「きめわざ」の名称の一部にもなる。パーティから外すことはできない。バランスのよい能力値と、仲間達の中で唯一能力を4つ使える特徴を持つ。
- 決め技：主人公のみ技がストーリー展開につれて変化する。人から教わるか、強制戦闘ポイントの戦闘に勝利する事によって技を成長させていく。技により対象数と数値は違うが、固有のダメージを与える。なお、一部の敵やボス敵には効果が半減する。
- 最適武器：特殊系
- 専用防具：シャトルボディ
- 所持作戦：よくみて　たたかえ!（強い敵から攻撃、味方のきぜつを回復する）

デニス＝ロシモフ
調査隊の生き残り。最序盤、イシスシティの地下で仲間になる。
パワー・HPが高いが、スピードに劣る。
- 決め技：クラッシャー（敵全体に効果。クリーチャーのHPを最大値の5/6、ミュータントのHPを最大値の2/6減少させる。ボス敵には無効）
- 最適武器：凍結系
- 専用防具：イシスメット
- 所持作戦：きめわざ　しょうぶ!（決め技中心）

クリス＝ソマーズ
タムの母親代わりの、レジスタンスに所属する少女戦士。エレキシティで仲間になる。足が速いが、反面HPがやや低く、「ぱにっく」を起こしやすい。
- 決め技：フラッシュ（数ターン敵全体を足止めする。一部敵には効果無し）
- 最適武器：波動系
- 専用防具：ランバダアーム
- 所持作戦：HPに　きをつけて!（HPの残りに注意する）

アストロ＝ラング
アイアンシティの兵士。監禁されているので、アイアンカードで救い出すと仲間になる。ブレインが高い。
- 決め技：ボンバー（味方全員の攻撃力を数ターン上昇させ、敵のスピードを下げる。ボス戦でも有効な数少ない決め技）
- 最適武器：腐食系
- 専用防具：アイアンアーム
- 所持作戦：てきを　ぶっとばせ!（武器や決め技を多用）

チック
タムタム博士によって開発された戦闘用ロボット。アイアンシティ横のロボット工場で仲間になるが、タムがいないと入ることができない。BP転送能力を所持。
- 決め技：無し
- 最適武器：無し
- 専用防具：無し
- 所持作戦：ヒット　エンド　ラン!（ワンパターンな戦法）

キエサ＝フランク
サテライトベースからL1各地に武器を届けるために派遣されているサイボーグ。セラミシティで仲間にできる。ロボ回復能力を所持。
- 決め技：無し
- 最適武器：凍結系
- 専用防具：ナバホメット
- 所持作戦：まもりを　かためろ!（回復と治療中心）

パミル＝ファルダ
トーゴ会長の警備を任されているサイボーグ。サテライトベースで仲間になる。ロボ修理能力を所持。
- 決め技：無し
- 最適武器：電気系
- 専用防具：イージーレッグ
- 所持作戦：のうりょくを　ゆうこうに!（能力中心）

タック
チックの兄弟機となる戦闘用ロボット。L2ポテトエリアのメカショップセンター跡にいる。守れな能力を所持。
- 決め技：無し
- 最適武器：無し
- 専用防具：無し
- 所持作戦：ヒット　エンド　ラン!（チックと同じ）

リタ
オレンジキャンプにいる、ミュータントと心を通わせる女性。HPが高く、回復に長けているが攻撃力は全バトルキャラ中最低クラス。
- 決め技：クールビート（敵全体に効果。ミュータントのHPを4/6、クリーチャーのHPを2/6減少させる。ボス敵には無効）
- 最適武器：熱射系
- 専用防具：ミューレッグ
- 所持作戦：むりせず　たたかいましょう!（HPや状態回復に注意する）

リュウ＝ライチン
ジンの活躍を聞きつけ、兄貴と慕うサイボーグ。L2コーンエリアのレジャーセンター跡で仲間にする事が可能。パワーとブレインが高めで仲間にした直後から高ランク武器を装備できる反面、能力を一切使えないデメリットを持つ。
- 決め技：無し
- 最適武器：特殊系
- 専用防具：ソルボーグボディ
- 所持作戦：イシスの　ゴミとなりやがれ!（武器で徹底的に攻撃）

### サイドキャラ
直接戦闘には参加しないが、ジンたちの旅に同行するキャラクターたちを「サイドキャラ」と呼ぶ。彼らは戦闘中、時折応援のメッセージを喋る。
タム
タムタム博士の孫。エレキシティで迷子になるが主人公達に救出される。
セラミシティの地下でオレギに殺害される。
ピコ
ガイドロボット。語尾に「ピコ」をつけて喋る。
タムの人格がコピーされている。
また、多くのデータベースを内蔵している。敵に遭遇した場合は敵の持つ特殊能力を警告し、L2マップ上では周辺にある施設の場所と方角を指し示す。
モリタ博士
サテライトベースからファイバーシティにマツシタ博士と共に派遣され、武器や防具の研究を行っている。
イシスシティの襲撃を受け、アイアンシティのアイアン部隊に援軍を求めるためにジンに同行する。
その後アイアン部隊に騙され製鉄所に閉じ込められるが、助け出された後はサテライトベースで最強防具を製造する為の研究を続ける。
シーンによって共通語を喋ったり関西弁で喋ったりと、口調が安定しない。
ダン将軍
アイアンシティのアイアン部隊長。
密かにクーデター計画を立てている。
実は既にバイオ軍と内通しておりレジスタンス達の妨害活動を行っていた。
最終的にバイオカイザーの影武者にされて主人公達に倒される。

### プレシデントファイブ
イシス星団の政治を司る、5人の大統領。バイオハザード以降、彼らの消息はバラバラに散っていた。
トーゴ会長
サテライトベースでレジスタンスを指揮する元プレシデントファイブ会長。
バイオカイザー打倒の為に、ジンたちに最大限の協力をする。
タニア議長
ヴェスタ3に幽閉されている、元プレシデントファイブ議長。
バイオハザードの責任を取って、ヴェスタ3と運命を共にする。
オレギ
バイオノイド3将軍のうちの1人で、L1を事実上掌握している。
生体工学による改造で既に人間では無くなっており、剣歯虎の背からY字型に鉤爪を持った長い腕が伸び、腕の根元に複眼と裂けた口が付いた姿をしている。
都合3回出会うが、戦闘を行うのは2回目以降。タムをセラミシティの入口手前で殺害する。
レデスマ
バイオノイド3将軍のうちの1人。センターシティを管轄している。巨大な熱帯魚に似ている。
2回出会いどちらも戦闘になるが、1回目はパイロボット3を残して逃走する。
ウェーバー
バイオノイド3将軍で最後に待ち受けている。
バイオの楽園手前の壁間構造区で戦闘。両棲類ベースのケンタウロスじみた容姿を持つ。

### その他のキャラクター
第3次調査隊隊長
冒頭の宇宙艇襲撃により負傷し、床に伏せる。ジンに最初の武器となるバトルナイフを渡し、「シュトルテを探せ」という指示を出し、後に息を引き取る。
サンダー司令
L1セラミシティに本拠を置く、セラミ部隊の司令官。
ジンたちに様々な協力をすると共に、ジンに死んだ息子の面影を見出す。
カズ
L2ポテトエリアにある「カズの見張り小屋」でバイオ軍の監視を続けているレジスタンスの兵士。
物語後半で戦死してしまう。その後、母親から重要なアイテムを託される。
マーガレット隊長
壊滅したエンゼル部隊の元隊長。ある人物の妻でもある。
ジン専用防具のシャトルボディを造ってくれる。
ウルフ隊長
地球から第二次調査隊として派遣された、宇宙軍サイボーグ部隊の隊長。L2コーンベースを拠点としている。
バイオ軍に対して怒り心頭に発した様子で、感情がメラメラと昂ぶっている。
実はシュトルテ博士を暗殺する目的でイシスにやってきていた。
イシスシティの看護婦
負傷した第3次調査隊隊長を看護していた看護婦。後にセラミシティに避難する事になる。
密かにジンに対してある想いを抱いている描写を見せる。彼女の想いはエンディングで明かされる。
シュトルテ博士
主人公達の最終目標。
氷のような冷たい目をした若き天才科学者。地球の汚染に耐えるためには、バイオの体を持つべきとの論文を発表しランド2でバイオの研究を続けていた。
イシス全体をバイオの実験場にすべく、オレギ、レデスマ、ウェーバーを唆し意図的にバイオハザードを起こした。
バイオ軍を指揮するバイオカイザーの正体でもあり、最終ボス。

## 音楽
サウンドトラック
本作のサントラはキングレコードより1991年に発売されており、コナミ矩形波倶楽部によるアレンジも収録されていた。作曲家陣の中にはコナミ矩形波倶楽部ではなく外注スタッフであったが、作詞家としても著名な畑亜貴も参加している。2015年にはプロジェクトEGGのEGG MUSIC RECORDSにより復刻されており、高音質化させたステレオエンハンスドバージョンも収録されているが、権利の都合上、読者投稿からの採用曲である「光の泡」「深い闇の中へ」「Relaxed Atmosphere」の3曲およびアレンジバージョンは収録されていない。

## スタッフ
- ゲーム・デザイン：MED OKAWA、SANCHAN、CHARLIE MATA、神長豊、藤井大輔
- シナリオ・コンセプト：榎雄一郎
- シナリオ：さえじまりょうすけ、佐藤良一
- プログラム：TAKOMONAKA HIGUCHI、HANATEN YAMAMURA（山村としき）、GOMENNE HORIO（堀尾健一郎）
- キャラクター・デザイン：細野不二彦
- グラフィック・デザイン：PURPLE ODA、ELF TATEISHI（立石一博）、KERYON TEISAKU（関貞策）、MADONNA TAIRA
- 音楽：
  - 「TUM'S BOOGIE」「THE RESURRECTION OF SABBATH」：土橋安騎夫（レベッカ）、高橋教之（レベッカ）
  - コナミ矩形波倶楽部
- サウンド・デザイン：すけのみや藤尾（藤尾敦）、なぞなぞ鈴木（鈴木勝彦）、KUROKOTAI、YAMADA S.
- スペシャル・サンクス：ファミリーコンピュータMagazine、芸夢工房読者

## 評価
- ゲーム誌『ファミコン通信』のクロスレビューでは、7・7・7・6の合計27点（満40点）となっており[7][5]、レビュアーからは、「ストーリーも大事なんだけど、このゲームで驚いたのはサウンドのよさ。ファミコンとは思えなかった」などと評されている[7]。

- ゲーム誌『ファミリーコンピュータMagazine』の読者投票による「ゲーム通信簿」での評価は以下の通りとなっており、24.1点（満30点）となっている[6]。

| 項目 | キャラクタ | 音楽 | お買得度 | 操作性 | 熱中度 | オリジナリティ | 総合 |
| 得点 | 4.1        | 3.4  | 3.6      | 4.9    | 4.2    | 3.9            | 24.1 |

- ファミコン後期に発売したRPGではあるが、SFを題材にしたストーリー構成（シナリオスタッフとして高橋源一郎、ゲームデザインは神長豊、シナリオコンセプトで榎雄一郎が参加）や音楽などの人気は高く（実際、ファミマガのゲーム通信簿では音楽の評価が高かった）、1991年度ファミマガ大賞FC部門では1位に選出されている。